# متحف الفن المعاصر (قلعة مونسورو)
متحف الفن المعاصر (بالفرنسية:Château de Montsoreau-Musée d'art contemporain)هو متحف يقع في مدينة مونسورو في وادي اللوار ، فرنسا. إنه متحف خاص مفتوح للجمهور.

## أعمال فنية
يستضيف متحف الفن المعاصر مجموعة فيليب مياي. من المعروف أنه أكبر مجموعة من الأعمال الفنية الفن واللغة في العالم.
الفن واللغة هي مجموعة من الفنانين المفاهيميين كان لها تأثير كبير على الفن المفاهيمي وتطورات الفن المعاصر.

## مجموعة بارزة

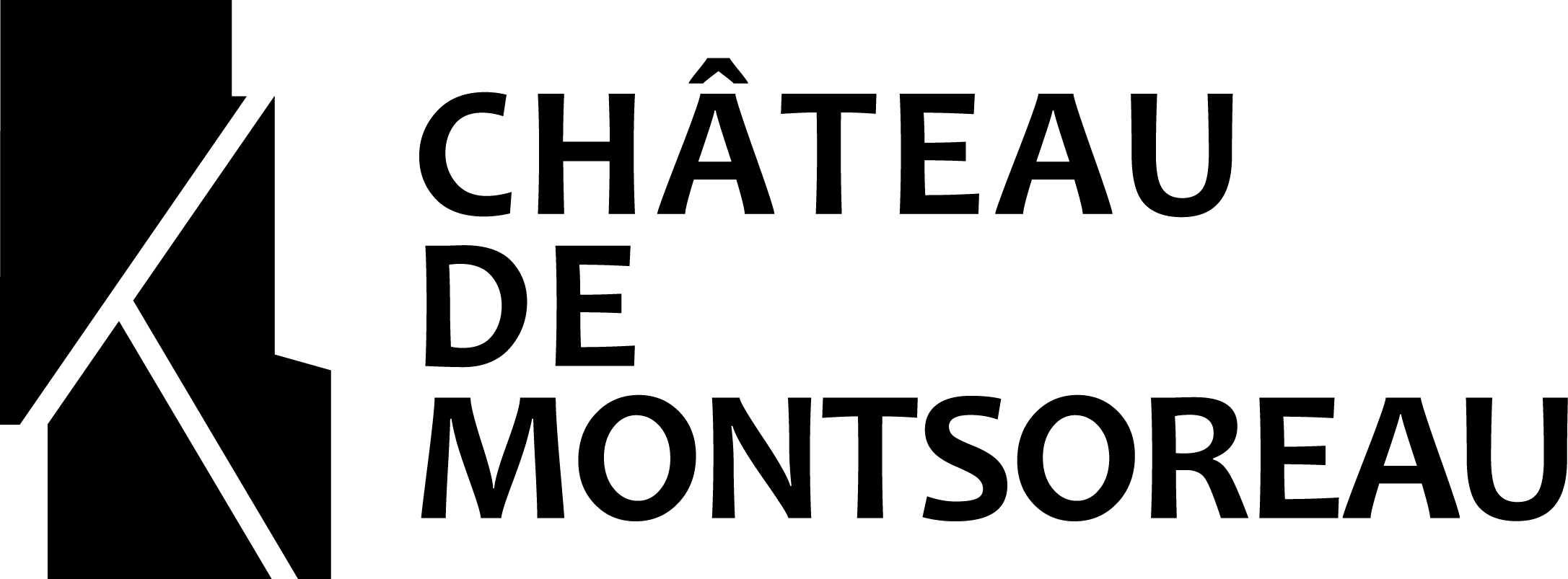
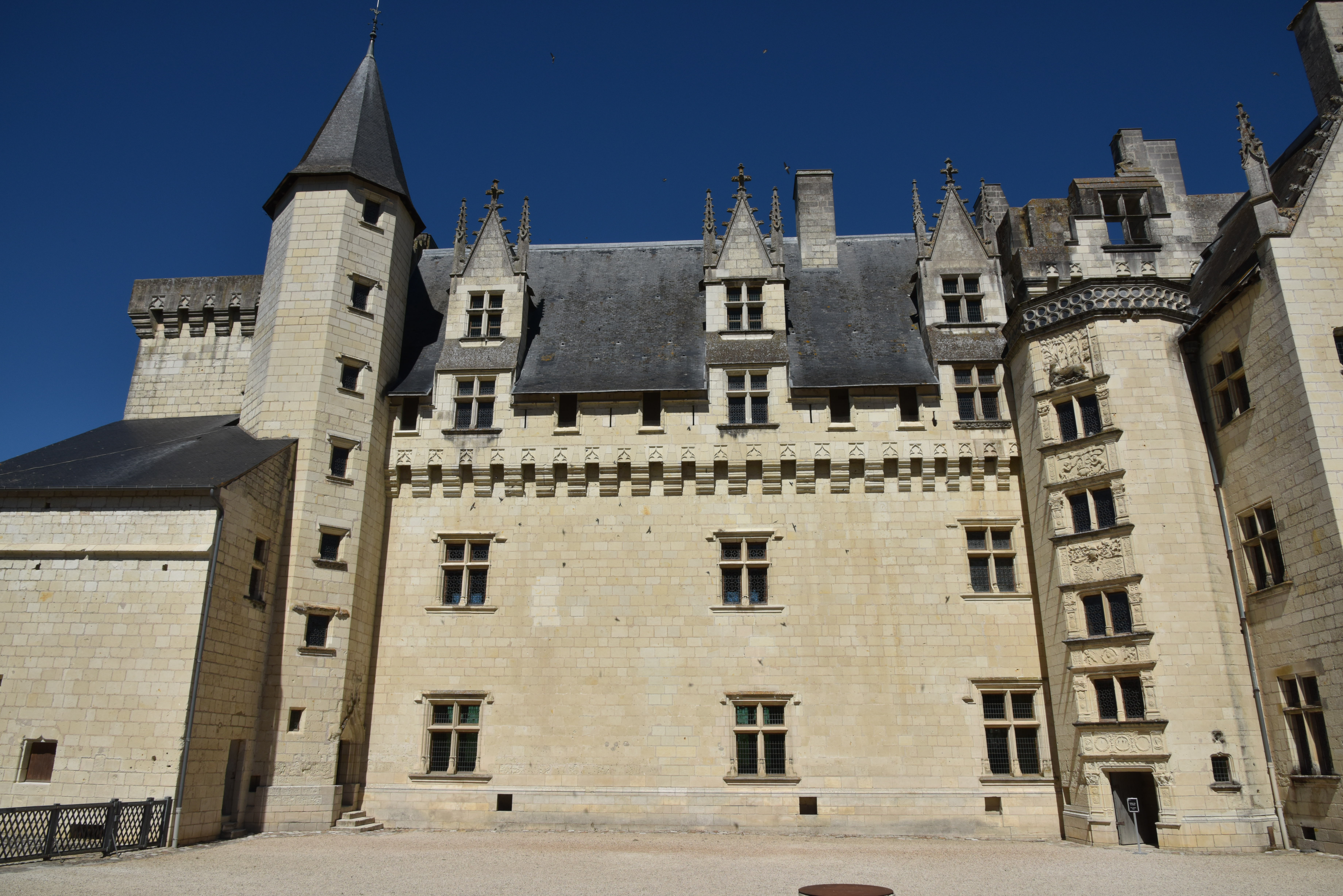
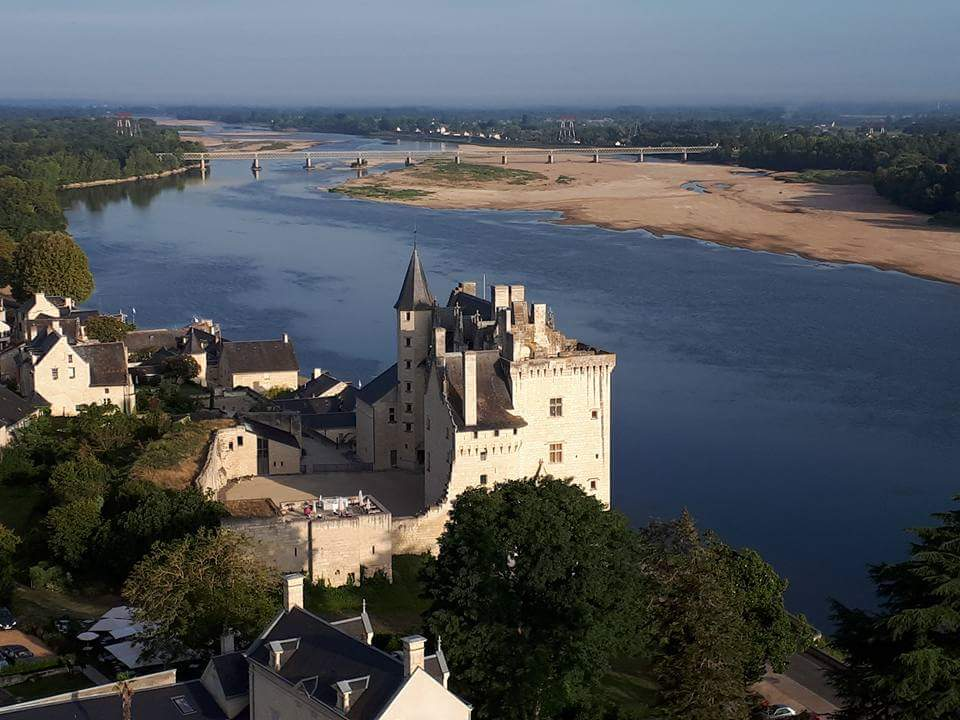
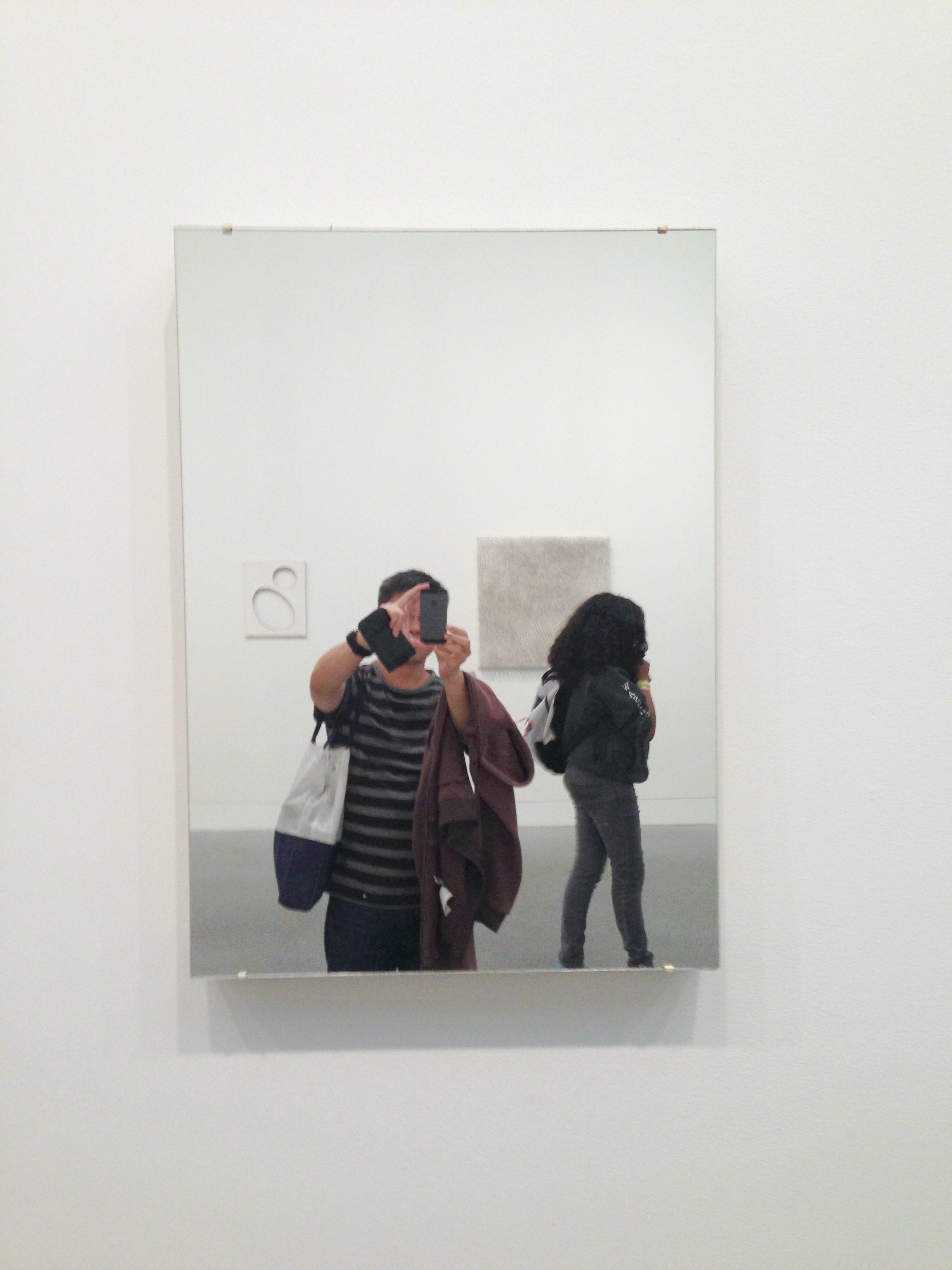
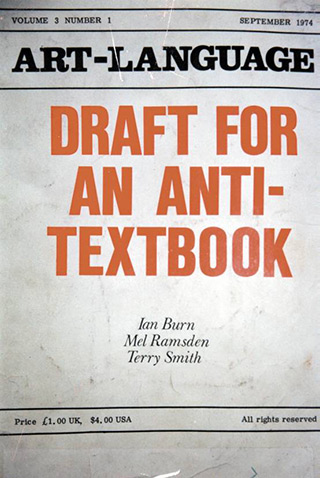

## مديرى المركز
- فيليب مياي

## وصلات خارجية
- الموقع الرسمي